# Josef Nuzík

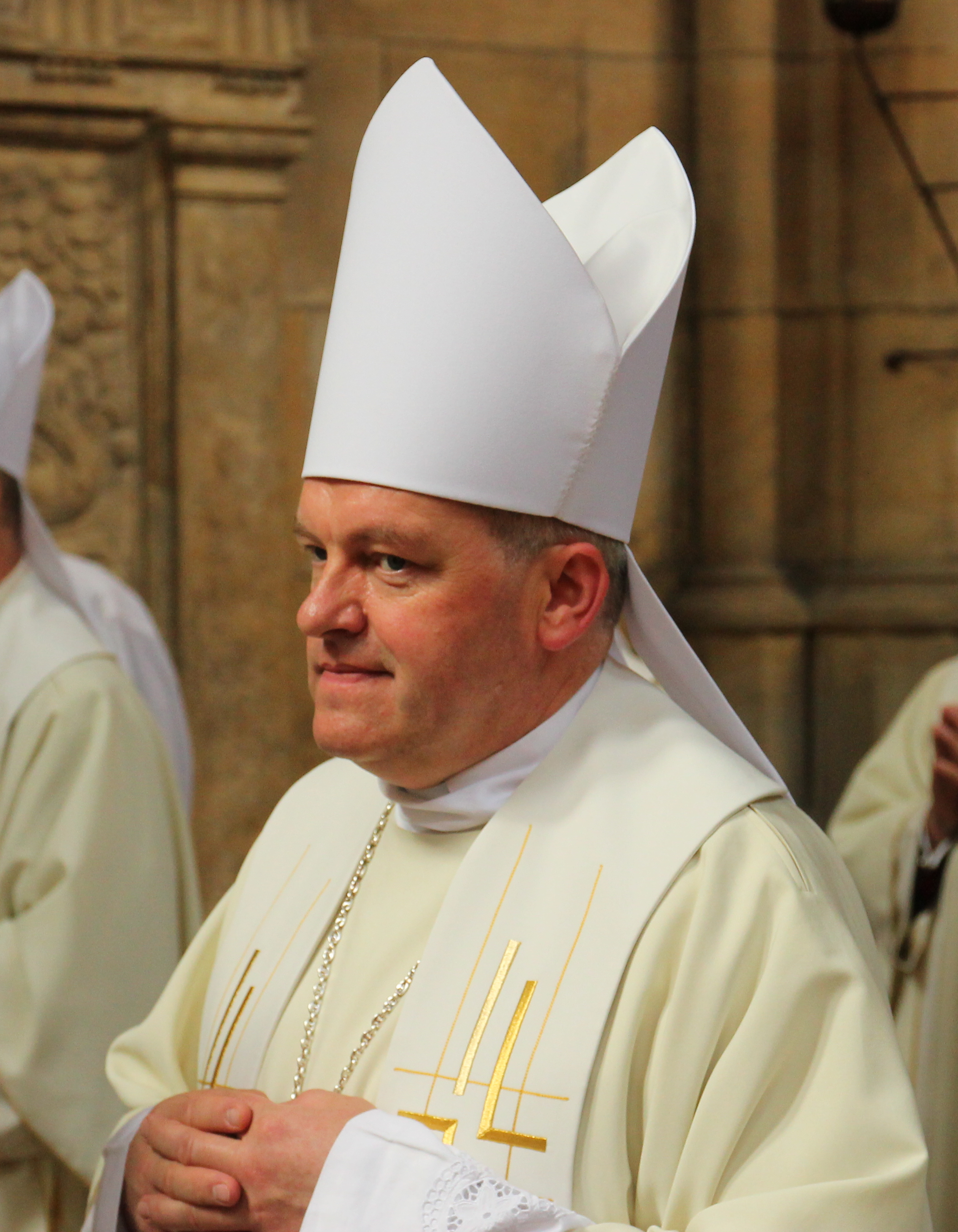
Josef Nuzík (2018)

Wappen von Josef Nuzík als Erzbischof von Olmütz

Wappen von Josef Nuzík als Weihbischof in Olmütz

Josef Nuzík (* 25. Juli 1966 in Strání, Okres Uherské Hradiště, Tschechoslowakei) ist ein tschechischer Geistlicher und römisch-katholischer Erzbischof von Olmütz.

## Leben
Josef Nuzík wurde in Strání als Sohn einer Bauernfamilie geboren. Er besuchte die Fachoberschule in Uherský Brod. Anschließend arbeitete er von 1984 bis Mai 1989 als Dreher in der Maschinenfabrik Slovácké strojírny in Uherský Brod. In dieser Zeit leistete er auch seinen zweijährigen Wehrdienst. Später studierte Nuzík Philosophie und Katholische Theologie an der Römisch-katholischen Theologischen Fakultät Kyrill und Method von Prag am Standort Litoměřice (1989–1990) und an der Palacký-Universität Olmütz (1990–1994). Er wurde 1994 zum Diakon geweiht und empfing am 17. Juni 1995 durch den Erzbischof von Olmütz, Jan Graubner, das Sakrament der Priesterweihe für das Erzbistum Olmütz.
Nach der Priesterweihe war Nuzík zunächst als Pfarrvikar in Nový Jičín tätig, wo er zuvor schon als Diakon gewirkt hatte. Von 1996 bis 1997 war er Pfarrvikar in Luhačovice und in Pozlovice, bevor er Pfarradministrator der Pfarreien in Nivnice und in Korytná wurde. Nachdem er von 2002 bis 2003 kurzzeitig als Pfarrer in Nivnice gewirkt hatte, wurde er Pfarrer in Štípa und Pfarradministrator der Pfarrei in Hvozdná sowie Dechant des Dekanats Vizovice. Von 2005 bis 2009 fungierte Nuzík als Subregens am Priesterseminar in Olmütz. Zudem war er in dieser Zeit für die Berufungspastoral zuständig. Ab 2009 war Nuzík Generalvikar des Erzbistums Olmütz sowie Domherr und ab 2016 auch Archidiakon am Wenzelsdom in Olmütz.
Am 5. Juli 2017 ernannte ihn Papst Franziskus zum Titularbischof von Castra Galbae und zum Weihbischof in Olmütz. Der Erzbischof von Olmütz, Jan Graubner, spendete ihm und dem mit ihm ernannten Antonín Basler am 14. Oktober desselben Jahres im Wenzelsdom in Olmütz die Bischofsweihe. Mitkonsekratoren waren der Bischof von Brünn, Vojtěch Cikrle, und der emeritierte Olmützer Weihbischof Josef Hrdlička. Sein Wahlspruch Hlásat radostnou zvěst („Das Evangelium verkünden“) stammt aus Lk 4,43 . Als Weihbischof blieb Nuzík weiterhin Generalvikar und Domherr. Nach der Ernennung von Jan Graubner zum Erzbischof von Prag im Juli 2022 leitete er das Erzbistum Olmütz während der Sedisvakanz als Diözesanadministrator.
Papst Franziskus bestellte ihn am 9. Februar 2024 zum Erzbischof von Olmütz. Die Amtseinführung fand am 13. April desselben Jahres statt.
In der Tschechischen Bischofskonferenz ist Nuzík zudem Delegat für die Familienpastoral. Im Januar 2025 wurde er zum Vorsitzenden der Tschechischen Bischofskonferenz ab dem 29. April 2025 gewählt.

## Schriften
- Svatý Hostýn: sjednoťme se v modlitbě. Společné modlitby ctitelů Panny Marie, vítězné Královny, a členů Matice svatohostýnské. Josef Šváček, Střítež nad Ludinou 2020, ISBN 978-80-270-9661-9.